# تومومي مياموتو
تومومي مياموتو (宮本 ともみ) (31 ديسمبر 1978 في ساغاميهارا في اليابان – )؛ هي لاعبة كرة قدم كانت تلعب كلاعب وسط. ولعبت مع منتخب اليابان لكرة القدم للسيدات.

## وصلات خارجية
- تومومي مياموتو على موقع الاتحاد الدولي (مؤرشف)  (الإنجليزية)
- تومومي مياموتو على موقع قاعدة بيانات كرة القدم.إي يو (الإنجليزية)
- تومومي مياموتو على موقع Soccerway.com (الإنجليزية)
- تومومي مياموتو على موقع عالم كرة القدم.نت (الإنجليزية)
- تومومي مياموتو على موقع اللجنة الأولمبية الدولية (الإنجليزية)
- تومومي مياموتو على موقع أوليمبيديا (الإنجليزية)